# Australian Championships 1953
Gli Australian Championships 1953 (conosciuto oggi come Australian Open) sono stati la 41ª edizione degli Australian Championships e prima prova stagionale dello Slam per il 1953. Si è disputato dal 9 al 17 gennaio 1953 sui campi in erba del Kooyong Stadium di Melbourne in Australia. Il singolare maschile è stato vinto dall'australiano Ken Rosewall, che si è imposto sul connazionale Mervyn Rose in 3 set. Il singolare femminile è stato vinto dalla statunitense Maureen Connolly Brinker, che ha battuto la connazionale Julia Sampson in 2 set. Nel doppio maschile si è imposta la coppia formata da Lew Hoad e Ken Rosewall, mentre nel doppio femminile hanno trionfato Maureen Connolly e  Julia Sampson. Il doppio misto è stato vinto da Julia Sampson e Rex Hartwig.

## Risultati

### Singolare maschile
Ken Rosewall ha battuto in finale  Mervyn Rose con il punteggio di 6–0, 6–3, 6–4

### Singolare femminile
Maureen Connolly Brinker ha battuto in finale  Julia Sampson con il punteggio di 6–3, 6–2

### Doppio maschile
Lew Hoad /  Ken Rosewall hanno battuto in finale  Don Candy /  Mervyn Rose con il punteggio di 9-11, 6–4, 10-8, 6–4

### Doppio femminile
Maureen Connolly /  Julia Sampson hanno battuto in finale  Mary Bevis Hawton /  Beryl Penrose con il punteggio di 6–4, 6–2

### Doppio misto
Julia Sampson /  Rex Hartwig hanno battuto in finale  Maureen Connolly /  Hamilton Richardson con il punteggio di 6–4, 6–3